# 4813 Terebizh
4813 Terebizh è un asteroide della fascia principale del diametro medio di circa 29,99 km. Scoperto nel 1977, presenta un'orbita caratterizzata da un semiasse maggiore pari a 3,1252158 UA e da un'eccentricità di 0,0992381, inclinata di 11,84764° rispetto all'eclittica.